# Vaughn Jefferis
Vaughn Fraser Jefferis, né le 20 mai 1961 à Huntly, est un cavalier néo-zélandais de concours complet. 

## Palmarès
- Champion du monde de concours complet en 1994 avec Bounce
- Champion du monde de concours complet par équipe en 1998 avec Bounce
- Médaillé de bronze par équipe aux Jeux olympiques d'été de 1996 avec Bounce
- 8e par équipe aux Jeux olympiques d'été de 2000 avec Bounce